# Paulownia fortunei
Paulownia fortunei är en tvåhjärtbladig växtart som först beskrevs av Berthold Carl Seemann, och fick sitt nu gällande namn av William Botting Hemsley. Paulownia fortunei ingår i släktet Paulownia och familjen Paulowniaceae. Inga underarter finns listade i Catalogue of Life.